# Mario Frick (político)
Mario K. Frick  (Coira, 8 de mayo de 1965-) es un abogado y político de Liechtenstein. Primer ministro de su país desde el 15 de diciembre de 1993 hasta el 5 de abril de 2001. 
Líder del partido Unión Patriótica (UP), fue el jefe de Gobierno europeo más joven en el momento de su elección. Durante su gobierno, luego de un exitoso referéndum llevado a cabo en 1995, Liechetenstein formó parte del Espacio Económico Europeo, experimentando un crecimiento económico.
Fue sucedido por Otmar Hasler, del Partido Cívico Progresista.